# HAPPY SET
『HAPPY SET』（ハッピー・セット）は、日本のロックバンド、CHARCOAL FILTERの2003年のメジャー在籍3枚目のアルバムで、通算5枚目のアルバム。

## 概要
- 前作から1年振りのアルバム。
- 初回盤のみCD-Extra仕様で「虹」のビデオクリップを収録、特典DVD『Hallin' Love 非公認 HAPPY映像』が付属。CDとDVDの2枚組での発売は初となる。
- メジャーレーベル在籍6枚目のシングルのM-2「BY MY SIDE」は未収録となった。
- このアルバムではメンバー全員が単独で作曲を担当。よって、CHARCOAL FILTER名義での作曲は一曲も収録されていない。

## 収録曲
1. 虹
  - メジャーレーベル在籍7枚目のシングル
2. 7port
3. 雨が上がれば夏が始まる
  - 初の高野真太郎による作曲楽曲。
4. やさしさライセンス
  - メジャーレーベル在籍6枚目のシングルのM-1
5. イエローキャブリオーレ
6. My girl
7. 皐月
8. デモテープ（仮）

### クレジット
- 作詞：大塚雄三（全曲）　安井佑輝（#2）
- 作曲：小名川高弘（#1, 7, 8）　安井佑輝（#2, 4, 6）　高野真太郎（#3）　大塚雄三（#5）
- 編曲：亀田誠治 & CHARCOAL FILTER（全曲）